# Província de Batkén
La província de Batkén (en kirguís: Баткен областы; en rus: Баткенская область) és una província (óblast) del Kirguizstan. La seva capital és Batkén.